# Arslan Tash
Arslan Tash (Arslan Taş) est un site archéologique situé au nord de la Syrie, dont le nom signifie en turc « Pierre au lion ». 

## Origine
Ce nom vient de deux lions en pierre situés près du village du même nom, ayant servi par la suite à repérer l’emplacement d’un ancien palais provincial de l’époque néo-assyrienne (IXe – VIIe siècles av. J.-C.), quand la cité s’appelait Hadatu. Repéré dès 1850, le site fut fouillé bien plus tard, à partir de 1928, par François Thureau-Dangin, durant deux saisons.

## Fouilles
Les fouilles se sont concentrées sur le palais, qui daterait du règne de Teglath-Phalasar III (745-727). Il s’agit d’un palais de gouverneur d’une province assyrienne, ayant pu servi de lieu d’étape pour le souverain en déplacement. Le palais est long d’environ 150 mètres, et organisé autour de deux cours principales, selon la tradition des palais assyriens, la première, cœur de l’espace public (bābanu), d’où on accédait par une salle de réception rectangulaire vers la seconde cour, autour de laquelle s’organisait un ensemble de salles constituant l’espace privé (bītanu).

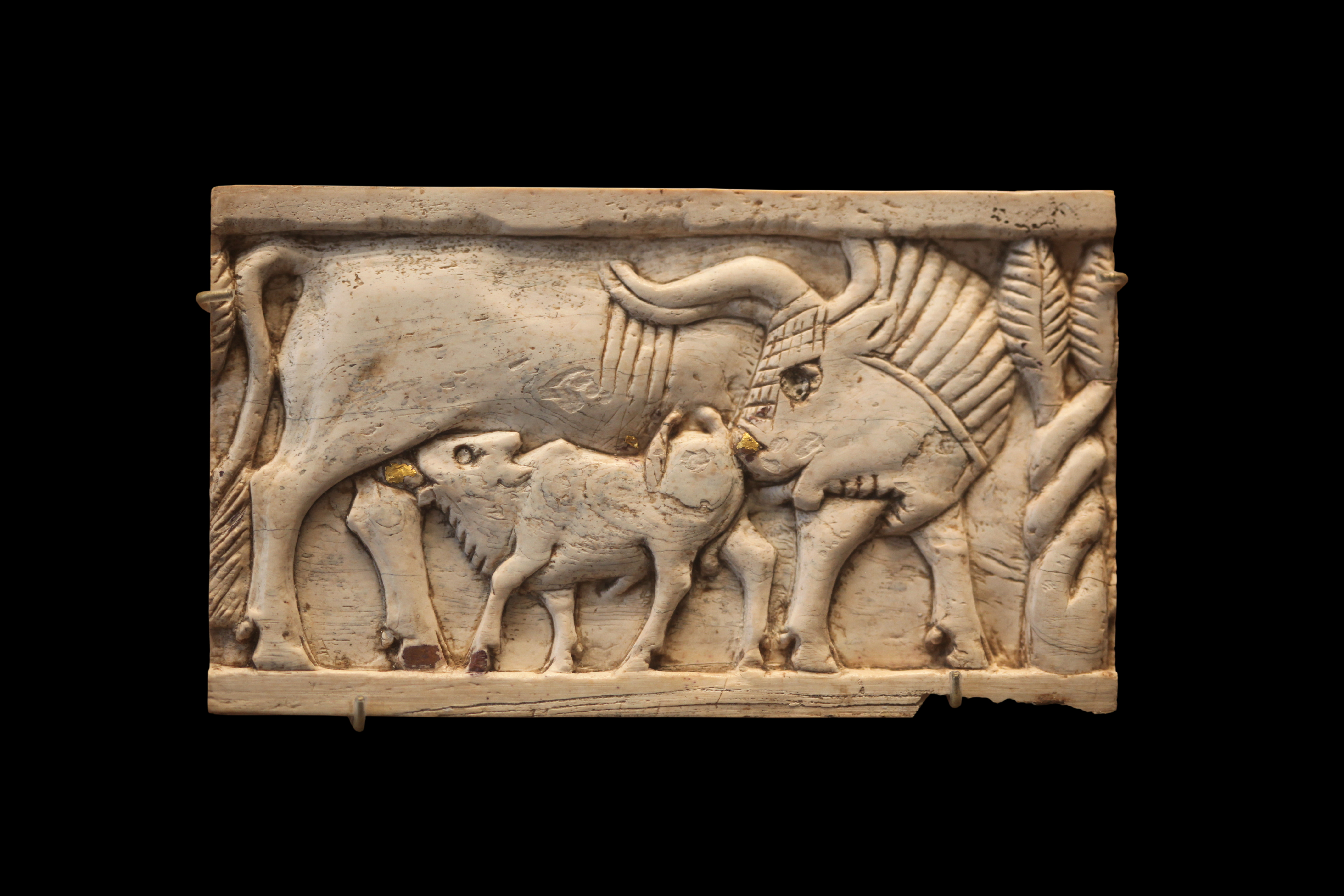
Vache allaitant son veau, VIIIe siècle avant J.-C., Arslan Tash, ivoire, Paris, musée du Louvre, numéro d'inventaire : AO 11455.

À l’est du palais, on a exhumé un édifice de petite taille dit « Bâtiment aux ivoires », parce qu’on y a trouvé 111 plaques en ivoire finement sculpté. Elles sont l’œuvre d’artisans venus du Levant, car leur style est le même que celui de cette région, avec des influences égyptienne et égéenne. Une des plaques était d’ailleurs issue du lit du roi de Damas, et constituait probablement une prise de guerre (le royaume araméen de Damas ayant été démantelé par Teglath-Phalazar III).

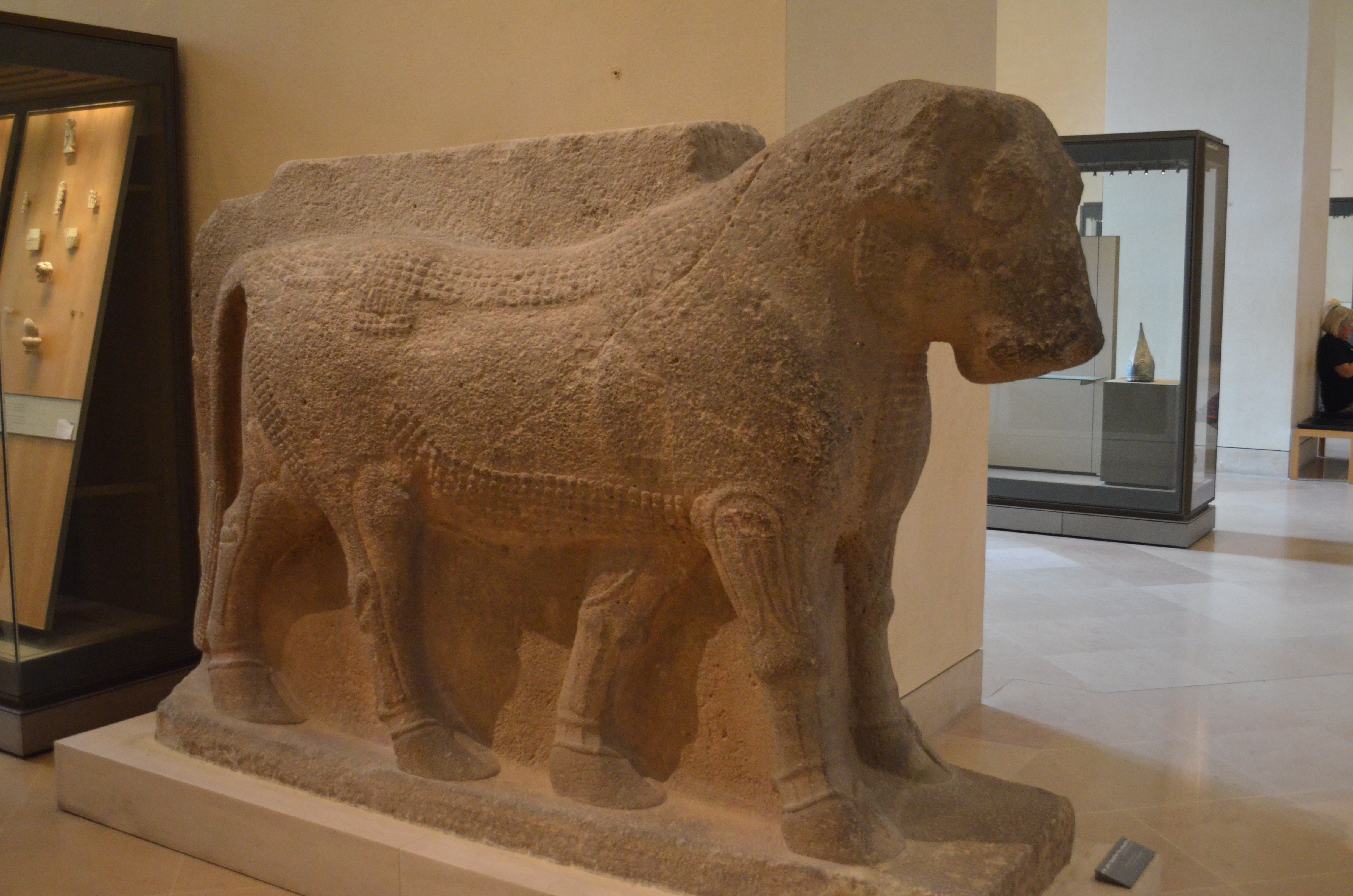
Statue de taureau (745-727 av. J.C.), Arslan Tash, basalte, Paris, musée du Louvre, numéro d'inventaire : AO 11500.

Un temple a également été dégagé. Les fouilleurs y découvrirent deux taureaux ailés qui servaient à garder son entrée, dont l’un portait une inscription donnant le nom antique de la ville, et apprenant également que le temple était dédié à Ishtar, et construit ou reconstruit par Teglath-Phalazar III.

## Abandon
Après la chute de l’Empire assyrien à la fin du VIIe siècle, la cité ne fut sans doute pas dépeuplée. À l’emplacement du palais, un temple fut construit à l’époque hellénistique.